# Paridactus tarsalis
Paridactus tarsalis är en skalbaggsart som beskrevs av Charles Joseph Gahan 1898. Paridactus tarsalis ingår i släktet Paridactus och familjen långhorningar.
Artens utbredningsområde är:
- Kenya.
- Moçambique.

Inga underarter finns listade i Catalogue of Life.